# Lennoaceae
Lennoaceae es una familia de plantas parásitas del sudeste de Norteamérica y nordeste de Sudamérica. 
La relación de esta familia con otras plantas es incierto, y la familia ha sido incluida en diferentes órdenes por diversos autores, incluyendo Lamiales en el sistema Cronquist y  Solanales en el sistema Dahlgren). En el sistema APG II ha sido incluido en la familia  Boraginaceae.
La familia se distribuye por Colombia así como en el sudoeste de Norteamérica, cubriendo parte de California, Arizona y México.
La familia comprende tres géneros con 5 especies.
Miembros de esta familia son suculentas, plantas herbáceas sin clorofila. Las hojas son reducidas y las plantas son parásitas en las raíces huéspedes.

## Géneros
- Ammobroma
- Lennoa
- Pholisma